# Leonard Rickhard
Leonard Rickhard, född 12 maj 1945 i Tvedestrand, Agder fylke, död 7 januari 2024 i Arendal, Agder fylke, var en norsk konstnär. Han utbildades vid Statens håndverks- og kunstindustriskole 1966–1967 och Statens Kunstakademi 1967–1971. Hans målningar kännetecknades av lyrisk melankoli, ensamhet och en strävan efter ordning.
Rickhard tilldelades Prins Eugen-medaljen 2000. År 2005 utsågs hans målning Trett modellflybygger till ett av Morgenbladets 12 viktigaste konstverk, en kanon för norsk konst från perioden 1945–2005.
Rickhard är representerad vid bland annat Göteborgs konstmuseum.

## Sekundärlitteratur
- Bjerke, Øivind Storm; Åsmund Thorkildsen. Leonard Rickhard. Cappelen, 1995. ISBN 82-02-15312-3
- Svein Olav Hoff. Leonard Rickhard = a conversation about form and content : en samtale om form og innhold. Labyrinth Press; Lillehammer Kunstmuseum, 1996. ISBN 82-91388-12-1
- Wenche Volle; Åsmund Thorkildsen. Leonard Rickhard : -det hvisker så svakt i bjørkeskogen. Astrup Fearnley museet, 2001. ISBN 82-91430-26-8
- Johnsrud, Even Hebbe. «Leonard Rickhards verden». I: Kunst, 1986, nr 1.
- Opstad, Gunvald: «Leonard Rickhard». I: Kunst, 1979, nr 4.
- Opstad, Gunvald: "Leonard Rickhard – mellom idyll og dekonstruksjon". Hrymfaxe, Danmark, nr.  1. 2004.
- Asmundsen Thorkildsen, Martin Herbert och Jorunn Veiteberg: "Leonard Rickhard Paintings". Arnoldsche Art Publishers. 2012.